# Давід Асеведо
Давід Асеведо (ісп. David Acevedo, нар. 20 лютого 1937) — аргентинський футболіст, що грав на позиції захисника.
Виступав, зокрема, за клуб «Індепендьєнте» (Авельянеда), з став триразовим чемпіоном Аргентини і дворазовим володарем Кубка Лібертадорес, а також національну збірну Аргентини, з якою був учасником чемпіонату світу і срібним призером чемпіонату Південної Америки.

## Клубна кар'єра
У дорослому футболі дебютував 1956 року виступами за команду «Індепендьєнте» (Авельянеда), в якій провів дванадцять сезонів, взявши участь у 229 матчах чемпіонату. З командою Асеведо тричі вигравав чемпіонат Аргентини, вперше в 1960 році, коли команда з такими зірками як Роберто Феррейро та Хосе Варакка посіла перше місце, на два очки випередивши «Рівер Плейт». 
Через три роки, в 1963 році, він здобув другий титул, знову обійшовши «Рівер». Завоювавши цей титул, «Індепендьєнте» отримав право взяти участь у Кубку Лібертадорес 1964 року, який і виграв. У фіналі вони обіграли «Насьйональ» (Монтевідео) з Уругваю (0:0, 1:0). Наступного року «Індепендьєнте» знову вийшло до фіналу турніру і знову там зустрілось з уругвайським клубом, цього разу з «Пеньяролем», обігравши і цю команду (1:0, 1:3, 4:1). У 1967 році Давід Асеведо виграв свій останній титул чемпіонат з «Індіпендієнте», випередивши на два очки «Естудіантес».
Завершив ігрову кар'єру у команді «Банфілд», за яку виступав протягом 1969 року.

## Виступи за збірну
У складі національної збірної Аргентини збірної був учасником чемпіонату світу 1958 року у Швеції, але на поле не виходив.
Лише 1967 року він дебютував в офіційних матчах у головній команді країни, зігравши у всіх п'яти матчах чемпіонату Південної Америки 1967 року в Уругваї — проти Парагваю, Болівії, Венесуели, Чилі та Уругваю — і разом з командою здобув «срібло». Після турніру більше за збірну не грав.

## Титули і досягнення
- Чемпіон Аргентини (3):

«Індепендьєнте»: 1960, 1963, 1967
- Володар Кубка Лібертадорес (2):

«Індепендьєнте»: 1964, 1965
- Срібний призер Чемпіонату Південної Америки: 1967